# Lista de temporadas do Dallas Cowboys
Este artigo é uma lista das temporadas concluídas pela franquia do Dallas Cowboys, time pertencente à National Football League (NFL). Documenta-se aqui os registros de temporada a temporada da franquia, incluindo registros de pós-temporada e premiações para jogadores ou treinadores. Ao longo dos 61 anos de sua história, a equipe conseguiu chegar 33 vezes até a pós-temporada atingindo 10 títulos de conferência e 23 títulos de divisão.  
Os Cowboys venceram as edições VI, XII, XXVII, XXVIII e XXX do Super Bowl. Além de serem derrotados nas edições V, X e XIII. Totalizando um total de 8 participações em Super Bowl, empatando em segundo lugar tanto com o Pittsburgh Steelers quanto Denver Broncos em maior número de aparições.

## Observação
- Nota: As colunas Recorde, Vitórias, Derrotas e Empates listam os resultados da temporada regular e excluem qualquer jogo de pós-temporada. Os números em itálico significam que os registros estão sujeitos a alterações a cada semana devido à temporada regular ou jogos de pós-temporada sendo jogados.

## Tabela de Abreviações
| Abreviação     | Significado                                                 | Tradução                                                        |
| BBA            | Bert Bell Award                                             | Prêmio Bert Bell                                                |
| NFC POY        | United Press International NFC Player of the Year           | Prêmio de Jogador do ano da NFC                                 |
| NFL COY        | National Football League Coach of the Year Award            | Prêmio de Técnico do ano da NFL                                 |
| NFL CPOY       | National Football League Comeback Player of the Year Award  | Prêmio de Jogador com mais perseverança/superação do ano da NFL |
| NFL DPOY       | National Football League Defensive Player of the Year Award | Prêmio de Jogador Defensivo do ano da NFL                       |
| NFL DROY       | National Football League Defensive Rookie of the Year Award | Prêmio de Calouro Defensivo do ano da NFL                       |
| NFL MVP        | National Football League Most Valuable Player Award         | Prêmio de Most Valuable Player do ano da NFL                    |
| NFL OROY       | National Football League Offensive Rookie of the Year Award | Prêmio de Calouro Ofensivo do ano da NFL                        |
| OT             | Game was decided in overtime                                | Partida Decidida no Overtime                                    |
| Pro Bowl MVP   | Pro Bowl Most Valuable Player Award                         | Prêmio de Most Valuable Player do Pro Bowl                      |
| Super Bowl MVP | Super Bowl Most Valuable Player Award                       | Prêmio de Most Valuable Player do Super Bowl                    |
| UPI NFC ROY    | UPI NFL-NFC Rookie of the Year                              | Prêmio de Calouro do Ano da NFL                                 |

## Temporadas
| Títulos da NFL (1920–1969) | Títulos de SuperBowl (1970–presente) | Títulos de Conferência | Títulos de Divisão | Vaga no Wild Card |

| Dallas Cowboys | Dallas Cowboys | Dallas Cowboys | Dallas Cowboys    | Dallas Cowboys                                                            | Dallas Cowboys    | Dallas Cowboys    | Dallas Cowboys                                                                                                   | Dallas Cowboys                                                                                                  | Dallas Cowboys                                                 |
| -------------- | -------------- | -------------- | ----------------- | ------------------------------------------------------------------------- | ----------------- | ----------------- | --- | --- | -------------------------------------------------------------- |
| Temporada      | Conferência    | Divisão        | Temporada Regular | Temporada Regular                                                         | Temporada Regular | Temporada Regular | Resultado | Prêmios | Treinador                                                      |
| Temporada      | Conferência    | Divisão        | Posição           | Vitórias                                                                  | Derrotas          | Empates           | Resultado | Prêmios | Treinador                                                      |
| 1960           | Western        | -              | 7º                | 0                                                                         | 11                | 1                 | | | Tom Landry                                                     |
| 1961           | Eastern        | -              | 6º                | 4                                                                         | 9                 | 1                 | | | Tom Landry                                                     |
| 1962           | Eastern        | -              | 5º                | 5                                                                         | 8                 | 1                 | | | Tom Landry                                                     |
| 1963           | Eastern        | -              | 5º                | 4                                                                         | 10                | 0                 | | | Tom Landry                                                     |
| 1964           | Eastern        | -              | 5º                | 5                                                                         | 8                 | 1                 | | | Tom Landry                                                     |
| 1965           | Eastern        | -              | 2º                | 7                                                                         | 7                 | 0                 | | | Tom Landry                                                     |
| 1966           | Eastern        | -              | 1º                | 10                                                                        | 3                 | 1                 | Perdeu NFL Championship (Packers) 34–27                                                                          | Tom Landry (COY)                                                                                                | Tom Landry                                                     |
| 1967           | Eastern        | Capitol        | 1º                | 9                                                                         | 5                 | 0                 | Venceu Conferência (Browns) 52–10 Perdeu NFL Championship (Packers) 21–17                                        | | Tom Landry                                                     |
| 1968           | Eastern        | Capitol        | 1º                | 12                                                                        | 2                 | 0                 | Perdeu Conferência (Browns) 31–20                                                                                | | Tom Landry                                                     |
| 1969           | Eastern        | Capitol        | 1º                | 11                                                                        | 2                 | 1                 | Perdeu Conferência (Browns) 38–14                                                                                | Calvin Hill (OROY)                                                                                              | Tom Landry                                                     |
| 1970           | NFC            | East           | 1º                | 10                                                                        | 4                 | 0                 | Venceu Divisional Round (Lions) 5–0 Venceu Conferência (49ers) 17–10 Perdeu Super Bowl V (Colts) 16–13           | Chuck Howley (SB MVP)                                                                                           | Tom Landry                                                     |
| 1971           | NFC            | East           | 1º                | 11                                                                        | 3                 | 0                 | Venceu Divisional Round (Vikings) 20–12 Venceu Conferência (49ers) 14–3 Venceu Super Bowl VI (Dolphins) 24–3     | Roger Staubach (SB MVP)                                                                                         | Tom Landry                                                     |
| 1972           | NFC            | East           | 2º                | 10                                                                        | 4                 | 0                 | Venceu Divisional Round (49ers) 30–28 Perdeu Conferência (Redskins) 26–3                                         | | Tom Landry                                                     |
| 1973           | NFC            | East           | 1º                | 10                                                                        | 4                 | 0                 | Venceu Divisional Round (Rams) 27–16 Perdeu Conferência (Vikings) 27–10                                          | | Tom Landry                                                     |
| 1974           | NFC            | East           | 3º                | 8                                                                         | 6                 | 0                 | | | Tom Landry                                                     |
| 1975           | NFC            | East           | 2º                | 10                                                                        | 4                 | 0                 | Venceu Divisional Round (Vikings) 17–14 Venceu Conferência (Rams) 37–7 Perdeu Super Bowl X (Steelers) 21–17      | | Tom Landry                                                     |
| 1976           | NFC            | East           | 1º                | 11                                                                        | 3                 | 0                 | Perdeu Divisional Round (Rams) 14–12                                                                             | | Tom Landry                                                     |
| 1977           | NFC            | East           | 1º                | 12                                                                        | 2                 | 0                 | Venceu Divisional Round (Bears) 37–7 Venceu Conferência (Vikings) 23–6 Venceu Super Bowl XII (Broncos) 27–10     | Tony Dorsett (OROY) Harvey Martin (DPOY, SB MVP) Randy White (SB MVP)                                           | Tom Landry                                                     |
| 1978           | NFC            | East           | 1º                | 12                                                                        | 4                 | 0                 | Venceu Divisional Round (Falcons) 27–20 Venceu Conferência (Rams) 28–0 Perdeu Super Bowl XIII (Steelers) 35–31   | | Tom Landry                                                     |
| 1979           | NFC            | East           | 1º                | 11                                                                        | 5                 | 0                 | Perdeu Divisional Round (Rams) 21–19                                                                             | | Tom Landry                                                     |
| 1980           | NFC            | East           | 2º                | 12                                                                        | 4                 | 0                 | Venceu Wild Card (Rams) 34–17 Venceu Divisional Round (Falcons) 30–27 Perdeu Conferência (Eagles) 20–7           | | Tom Landry                                                     |
| 1981           | NFC            | East           | 1º                | 12                                                                        | 4                 | 0                 | Venceu Divisional Round (Buccaneers) 38–0 Perdeu Conferência (49ers) 28–27                                       | | Tom Landry                                                     |
| 1982           | NFC            | East           | 2º                | 6                                                                         | 3                 | 0                 | Venceu Wild Card (Buccaneers) 30–17 Venceu Divisional Round (Packers) 37–26 Perdeu Conferência (Redskins) 31–17  | | Tom Landry                                                     |
| 1983           | NFC            | East           | 2º                | 12                                                                        | 4                 | 0                 | Perdeu Wild Card (Rams) 24–17                                                                                    | | Tom Landry                                                     |
| 1984           | NFC            | East           | 4º                | 9                                                                         | 7                 | 0                 | | | Tom Landry                                                     |
| 1985           | NFC            | East           | 1º                | 10                                                                        | 6                 | 0                 | Perdeu Divisional Round (Rams) 20–0                                                                              | | Tom Landry                                                     |
| 1986           | NFC            | East           | 3º                | 7                                                                         | 9                 | 0                 | | | Tom Landry                                                     |
| 1987           | NFC            | East           | 4º                | 7                                                                         | 8                 | 0                 | | | Tom Landry                                                     |
| 1988           | NFC            | East           | 5º                | 3                                                                         | 13                | 0                 | | | Tom Landry                                                     |
| 1989           | NFC            | East           | 5º                | 1                                                                         | 15                | 0                 | Jimmy Johnson | |                                                                |
| 1990           | NFC            | East           | 4º                | 7                                                                         | 9                 | 0                 | Jimmy Johnson | Emmitt Smith (OROY) Jimmy Johnson (COY)                                                                         |                                                                |
| 1991           | NFC            | East           | 2º                | 11                                                                        | 5                 | 0                 | Jimmy Johnson | Venceu Wild Card (Bears) 17–13 Perdeu Divisional Round (Lions) 38–6                                             |                                                                |
| 1992           | NFC            | East           | 1º                | 13                                                                        | 3                 | 0                 | Jimmy Johnson | Venceu Divisional Round (Eagles) 34–10 Venceu Conferência (49ers) 30–20 Venceu Super Bowl XXVII (Bills) 52–17   | Troy Aikman (SB MVP)                                           |
| 1993           | NFC            | East           | 1º                | 12                                                                        | 4                 | 0                 | Jimmy Johnson | Venceu Divisional Round (Packers) 27–17 Venceu Conferência (49ers) 38–21 Venceu Super Bowl XXVIII (Bills) 30–13 | Emmitt Smith (MVP, SB MVP)                                     |
| 1994           | NFC            | East           | 1º                | 12                                                                        | 4                 | 0                 | Venceu Divisional Round (Packers) 35–9 Perdeu Conferência (49ers) 38–28                                          | | Barry Switzer                                                  |
| 1995           | NFC            | East           | 1º                | 12                                                                        | 4                 | 0                 | Venceu Divisional Round (Eagles) 30–11 Venceu Conferência (Packers) 38–27 Venceu Super Bowl XXX (Steelers) 27–17 | Larry Brown (SB MVP)                                                                                            | Barry Switzer                                                  |
| 1996           | NFC            | East           | 1º                | 10                                                                        | 6                 | 0                 | Venceu Wild Card (Vikings) 40–15 Perdeu Divisional Round (Panthers) 26–17                                        | | Barry Switzer                                                  |
| 1997           | NFC            | East           | 4º                | 6                                                                         | 10                | 0                 | | | Barry Switzer                                                  |
| 1998           | NFC            | East           | 1º                | 10                                                                        | 6                 | 0                 | Perdeu Wild Card (Cardinals) 20–7                                                                                | Chan Gailey |                                                                |
| 1999           | NFC            | East           | 2º                | 8                                                                         | 8                 | 0                 | Perdeu Wild Card (Vikings) 27–10                                                                                 | Chan Gailey |                                                                |
| 2000           | NFC            | East           | 4º                | 5                                                                         | 11                | 0                 | | Dave Campo |                                                                |
| 2001           | NFC            | East           | 5º                | 5                                                                         | 11                | 0                 | | Dave Campo |                                                                |
| 2002           | NFC            | East           | 4º                | 5                                                                         | 11                | 0                 | | Dave Campo |                                                                |
| 2003           | NFC            | East           | 2º                | 10                                                                        | 6                 | 0                 | Perdeu Wild Card (Panthers) 29–10                                                                                | Bill Parcells                                                                                                   |                                                                |
| 2004           | NFC            | East           | 3º                | 6                                                                         | 10                | 0                 | | Bill Parcells                                                                                                   |                                                                |
| 2005           | NFC            | East           | 3º                | 9                                                                         | 7                 | 0                 | | Bill Parcells                                                                                                   |                                                                |
| 2006           | NFC            | East           | 2º                | 9                                                                         | 7                 | 0                 | Perdeu Wild Card (Seahawks) 21–20                                                                                | Bill Parcells                                                                                                   |                                                                |
| 2007           | NFC            | East           | 1º                | 13                                                                        | 3                 | 0                 | Perdeu Divisional Round (Giants) 21–17                                                                           | Greg Ellis (CBPOY)                                                                                              | Wade Phillips                                                  |
| 2008           | NFC            | East           | 3º                | 9                                                                         | 7                 | 0                 | | | Wade Phillips                                                  |
| 2009           | NFC            | East           | 1º                | 11                                                                        | 5                 | 0                 | Venceu Wild Card (Eagles) 34–14 Perdeu Divisional Round (Vikings) 34–3                                           | | Wade Phillips                                                  |
| 2010           | NFC            | East           | 3º                | 6                                                                         | 10                | 0                 | | Wade Phillips (1–7) Jason Garrett (5–3)                                                                         |                                                                |
| 2011           | NFC            | East           | 3º                | 8                                                                         | 8                 | 0                 | Jason Garrett | |                                                                |
| 2012           | NFC            | East           | 3º                | 8                                                                         | 8                 | 0                 | Jason Garrett | Jason Witten (WP MOY)                                                                                           |                                                                |
| 2013           | NFC            | East           | 2º                | 8                                                                         | 8                 | 0                 | Jason Garrett | |                                                                |
| 2014           | NFC            | East           | 1º                | 12                                                                        | 4                 | 0                 | Jason Garrett | Venceu Wild Card (Lions) 24–20 Perdeu Divisional Round (Packers) 26–21                                          | DeMarco Murray (OPOY)                                          |
| 2015           | NFC            | East           | 4º                | 4                                                                         | 12                | 0                 | Jason Garrett | |                                                                |
| 2016           | NFC            | East           | 1º                | 13                                                                        | 3                 | 0                 | Jason Garrett | Perdeu Divisional Round (Packers) 34–31                                                                         | Dak Prescott (OROY) Jason Garrett (COY)                        |
| 2017           | NFC            | East           | 2º                | 9                                                                         | 7                 | 0                 | Jason Garrett | |                                                                |
| 2018           | NFC            | East           | 1º                | 10                                                                        | 6                 | 0                 | Jason Garrett | Venceu Wild Card (Seahawks) 24-22 Perdeu Divisional Round (Rams) 30-22                                          |                                                                |
| 2019           | NFC            | East           | 2º                | 8                                                                         | 8                 | 0                 | Jason Garrett | |                                                                |
| 2020           | NFC            | East           | 3º                | 6                                                                         | 10                | 0                 | Mike McCarthy | |                                                                |
| 2021           | NFC            | East           |                   |                                                                           |                   |                   | Mike McCarthy | |                                                                |
| Total          | Total          | Total          | Total             | 526                                                                       | 398               | 6                 | Recorde de temporada regular total (1960–2021)                                                                   | Recorde de temporada regular total (1960–2021)                                                                  | Recorde de temporada regular total (1960–2021)                 |
| Total          | Total          | Total          | Total             | 35                                                                        | 28                | 0                 | Recorde de pós-temporada total (1960–2021)                                                                       | Recorde de pós-temporada total (1960–2021)                                                                      | Recorde de pós-temporada total (1960–2021)                     |
| Total          | Total          | Total          | Total             | 561                                                                       | 426               | 6                 | Recorde de temporada regular & pós-temporada total (1960–2021)                                                   | Recorde de temporada regular & pós-temporada total (1960–2021)                                                  | Recorde de temporada regular & pós-temporada total (1960–2021) |
| Total          | Total          | Total          | Total             | 5 Títulos de Super Bowl, 10 Títulos de conferência, 23 Títulos de divisão |                   |                   | | |                                                                |